# Plagio (psicologia)
Il plagio è un termine utilizzato in ambito psicologico in due accezioni: una indica una forma di abuso, consistente nella riduzione di una persona "in uno stato di totale soggezione al proprio potere", l'altra indica una forma di plagio incosciente nel quale un soggetto senza rendersene conto riproduce un elemento già prodotto da altri (ad es. il musicista che adotta un tema di altro musicista senza averne piena coscienza).

## Plagio e lavaggio del cervello
Nonostante siano nati in epoche e contesti diversi, il termine "plagio" è generalmente associato ai termini "manipolazione mentale" e "lavaggio del cervello" (calco dall'inglese brainwashing). In particolare, si ritiene che la similitudine del plagio con quest'ultimo concetto sia tale da poter affermare che la traduzione in inglese contemporaneo di "plagio" dovrebbe essere proprio "brainwashing", e un rapporto governativo americano definisce il plagio come "la versione italiana del brainwashing".
In un'intervista rilasciata al Corriere della Sera nel dicembre del 1992, Piergiacomo Migliorati, allora responsabile della formazione professionale dell'AIPA (Associazione italiana di psicologia analitica) che raccoglie psicanalisti di orientamento junghiano, sostiene che l'abuso del transfert a fini non curativi da parte dello psicoterapeuta, atto che infrange la deontologia professionale, in alcuni casi configurerebbe una sorta di plagio, anche se non dichiarato.
La modalità di convincimento totale che implica il plagio, per cui qualcuno può essere indotto da terzi, senza l'ausilio di forza fisica, a fare ciò che non avrebbe mai fatto, non è mai stata provata come reale dagli specialisti: il concetto di plagio e di altri termini in qualche modo simili risultano ampiamente controversi e sono in genere criticati all'interno della comunità accademica.

## Aspetti giuridici in Italia
Il plagio era un reato previsto dall'art. 603 del codice penale italiano fin dal 1930. L'articolo stabiliva che “chiunque sottopone una persona al proprio potere, in modo da ridurla in totale stato di soggezione, è punito con la reclusione da cinque a quindici anni”. Nel 1981 la Corte costituzionale ne sancì l'incostituzionalità (sentenza 8 giugno 1981, n. 96) per l'indeterminatezza della formulazione della fattispecie criminosa. La sentenza, fra le altre cose, affermava che i comportamenti descritti nel reato di plagio erano "irreali o fantastici o comunque non avverabili", che "devono considerarsi inesistenti o non razionalmente accertabili" e che "non si conoscono né sono accertabili i modi con i quali si può effettuare l’azione psichica del plagio né come è raggiungibile il totale stato di soggezione che qualifica questo reato". In realtà l'art. 603 era stato ampiamente contestato già molto tempo prima della sua abrogazione, con gli esperti di settore che sottolineavano l'assoluta inconsistenza scientifica del concetto di plagio. Nel corso degli anni ci sono stati alcuni sporadici tentativi di reintrodurre questo reato, ma hanno sempre incontrato l'opposizione della stragrande maggioranza degli psicologi italiani e delle associazioni di settore.